# Neobythites malayanus
Neobythites malayanus är en fiskart som beskrevs av Weber, 1913. Neobythites malayanus ingår i släktet Neobythites och familjen Ophidiidae. Inga underarter finns listade i Catalogue of Life.